# الاستثمار البيئي
الاستثمار البيئي (Eco-investing) أو الاستثمار الأخضر (green investing) ، هو شكل من أشكال الاستثمار المسؤول اجتماعياً حيث يتم إجراء الاستثمارات في الشركات التي تدعم أو توفر منتجات وممارسات صديقة للبيئة. تشجع هذه الشركات (وغالبًا ما تستفيد من) التقنيات الجديدة التي تدعم الانتقال من الاعتماد على الكربون إلى بدائل أكثر استدامة. التمويل الأخضر (Green finance) هو «أي نشاط مالي منظم تم إنشاؤه لضمان نتيجة بيئية أفضل.»  نظرًا لأن التأثيرات البيئية للصناعات أصبحت أكثر وضوحًا، لم تحتل الموضوعات الخضراء مركز الصدارة في الثقافة الشعبية فحسب، بل في عالم المال أيضًا. في التسعينيات، بدأ العديد من المستثمرين في البحث عن تلك الشركات التي كانت أفضل من منافسيها من حيث إدارة تأثيرها البيئي. بينما لا يزال بعض المستثمرين يركزون أموالهم فقط على تجنب «أكثر الملوثات فظاعة»، تحول التركيز لدى العديد من المستثمرين إلى تغيير «الطريقة التي يتم بها استخدام الأموال»، واستخدامها «بطريقة إيجابية وتحويلية لإخراجنا من حيث نحن، بحيث نصبح في نهاية المطاف في مجتمع مستدام حقًا».
تُقدّر لوحة نتائج ازدهار المناخ العالمية - التي أطلقتها شركة (Ethical Markets Media) و (Climate Prosperity Alliance) لرصد الاستثمارات الخاصة في الشركات الخضراء - أنه تم استثمار أكثر من 1.248 تريليون دولار في قطاعات الطاقة الشمسية وطاقة الرياح والطاقة الحرارية الأرضية والمحيطات /طاقة مائية والقطاعات الخضراء الأخرى منذ عام 2007. هذا يمثل عدد الاستثمارات من أمريكا الشمالية، الصين، الهند، والبرازيل، وكذلك في غيرها من البلدان النامية.

## روابط خارجية
- Eco-investor Guide – A resource for investing in the Eco Sector provided by the Global Energy Network Institute.
- Social Investment Forum – A US membership association for professionals, firms, institutions and organizations engaged in socially responsible and sustainable investing.
- "Fund EcoMarket". Fund EcoMarket. مؤرشف من الأصل في 2021-04-14. اطلع عليه بتاريخ 2020-10-12. - UK database of sustainable, responsible and ethical صندوق استثمار